# Carte de vœux

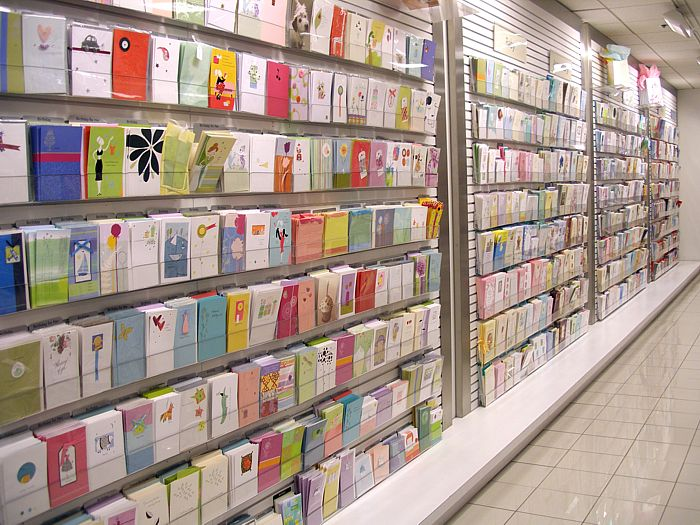
Rayonnage de cartes de vœux dans le grand magasin Macy's de San Francisco.

Les cartes de vœux sont utilisées pour transmettre ses vœux pour une occasion donnée. Dans leur forme la plus ancienne, les cartes de vœux existent sous la forme de papier imprimé sur lequel on note un message à l'intention du destinataire. De nos jours, plus de personnes se tournent vers l'utilisation de cartes de vœux virtuelles connues aussi sous le nom de carte de vœux électroniques.

## Historique

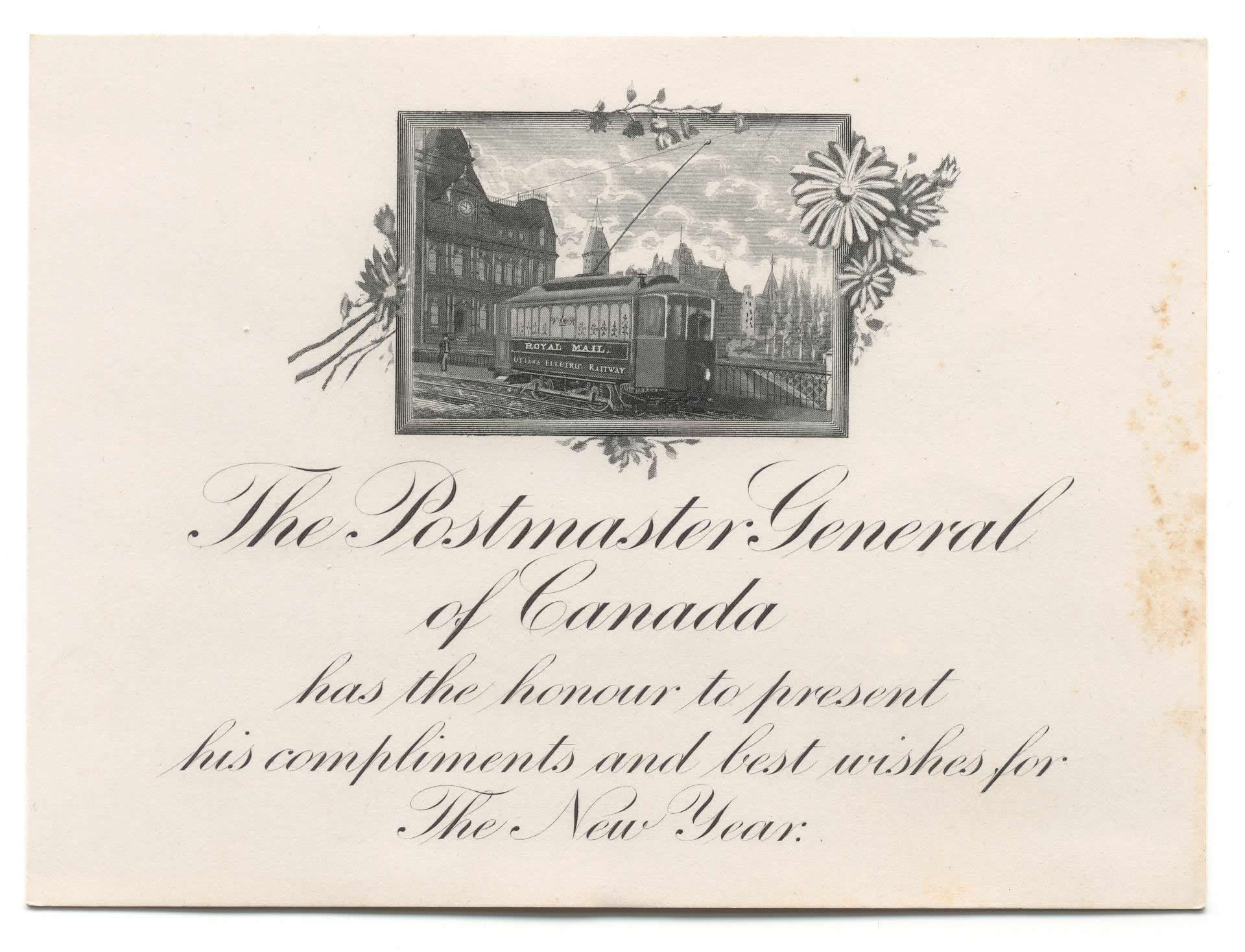
Carte de vœux canadienne de 1899

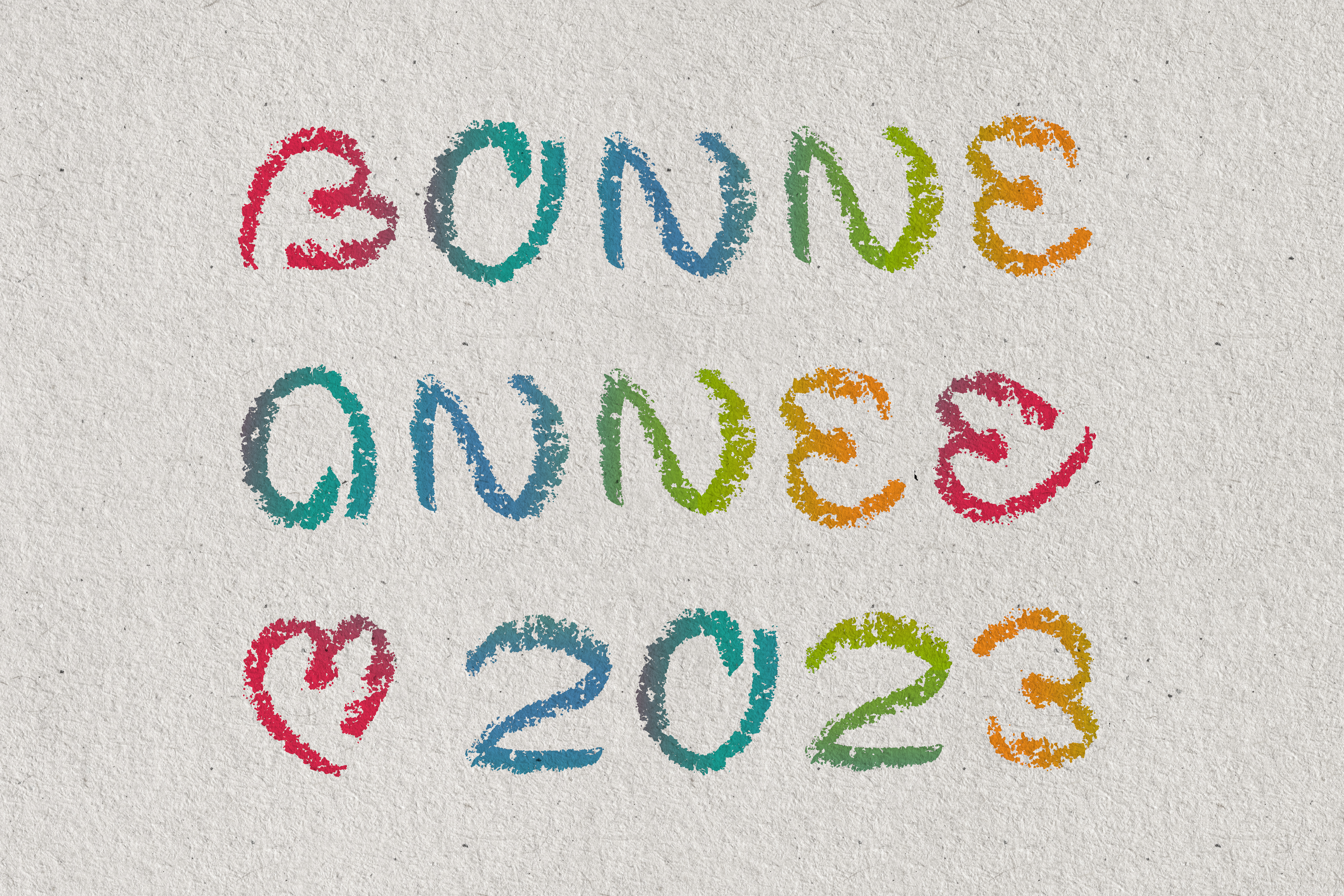
Carte de vœux Bonne année 2023.

La carte de vœux est née au XIXe siècle dans le Royaume-Uni, à la suite de l'apparition du premier timbre-poste, en 1840, et à l’invention de la lithographie.
Ce procédé d'impression popularisa les cartes de vœux, envoyée à leur destinataire grâce aux timbres. Les premières cartes se présentaient sous la forme de cartes de Noël envoyées pendant la période de l'Avent pour souhaiter Noël et présenter ses vœux pour la future année. La mode des cartes de Noël s’est ensuite répandue dans toute l'Europe.
Jusqu'à la fin des années 1940, la carte de vœux se présente sous la forme d'une simple carte de visite. Il faudra attendre les années 1960 pour que celle-ci se colorie et gagne en originalité .

## Les cartes de vœux papier
Les cartes de vœux sont depuis longtemps utilisées pour transmettre ses vœux. Elles sont similaires à des cartes postales sur lesquelles on note du texte, avec une image choisie en fonction de l'occasion. Elles sont en général manuscrites et peuvent être agrémentées d'un timbre personnalisé ce qui peut contribuer à leur personnalisation.
Les associations caritatives proposent traditionnellement des cartes de vœux à la vente, ce qui permet à la fois de faire connaître leurs actions à travers le monde, et de rapporter des fonds pour financer ces actions.
Malgré l'avènement d'internet et du "tout virtuel", l'envoi de cartes de vœux papier reste de nos jours une tradition lourde de signification et incontournable dans les sociétés occidentales[réf. nécessaire]. Certains services permettent de faire cohabiter l'aspect traditionnel de la carte de vœux avec l'aspect pratique des nouvelles technologies en proposant la création de cartes personnalisées en ligne, puis leur impression et envoi par courrier postal (web-to-print).

## Les cartes de vœux virtuelles
Avec l'avènement d'internet, on se tourne vers les cartes de vœux virtuelles. Celles-ci obéissent au même principe que les cartes de vœux papiers, personnalisation comprise. D'un usage aisé, elles peuvent servir à atteindre les contacts les plus dispersés. Les sites qui proposent ce service permettent l'individualisation des cartes en leur intégrant du texte, des images, voire du son et de la vidéo.
Il faut noter que les cartes de vœux virtuelles participent à préserver l'écologie de la planète, du fait de leur caractère électronique ne produit pas de déchets à traiter par la suite, ce qui est le cas des cartes de vœux conventionnelles en papier ou en carton. Le coût est également plus avantageux. Une étude belge réalisée a comparé le coût entre une carte de vœux traditionnelle et une carte de vœux virtuelle. En Belgique, l'économie est de 0,80 € par envoi d'une carte de vœux virtuelle sur base de 500 envois et de 1,70 € par e-carte pour 5000 envois.

## Principaux moments pour envoyer des cartes de vœux
- Fêtes de fin d'année
- Fêtes familiales ou d'entreprises
- Saint-Valentin